# Modala glasbruk
Modala glasbruk var et svenskt glasbruk i den nuværende Emmaboda kommun.
Modala glasbruk oprettedes i 1894, men blev allerede nedlagt 1914. Forfatteren Vilhelm Moberg, der voksede op i det nærliggende Moshultamåla, arbejdede som barn på glasbruket med at bære brænde.
Glasbrukets arkiv opbevares på Kristallmuseet i Broakulla.